# Kurwa (dystrykt Araria)
Kurwa – wieś w Indiach położona w stanie Bihar, w dystrykcie Araria, w tehsilu Forbesganj.
Całkowita powierzchnia miejscowości wynosi 114 ha (1,14 km²). Według spisu z 2011 w Kurwie znajduje się 180 domów i zamieszkuje ją 900 osób.